# Benito Corghi

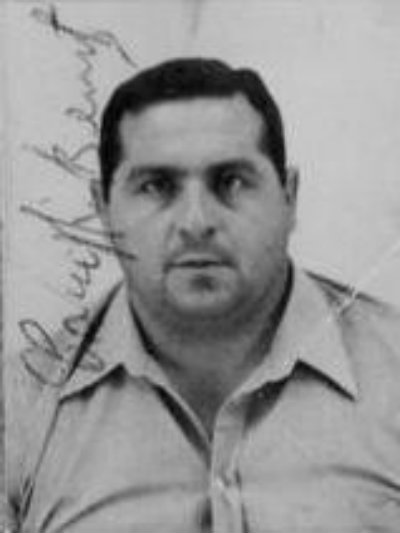
Benito Corghi (BStU)

Benito Corghi (* 26. Mai 1938 in Rubiera; † 5. August 1976 in Hirschberg) war ein Todesopfer an der innerdeutschen Grenze.

## Leben
Corghi war ein italienischer Fernfahrer. Er war verheiratet und hatte zwei Kinder, die 1976 fünfzehn und achtzehn Jahre alt waren. Sein Arbeitgeber war die Firma Ara (Autisti Riuniti Autotrasporti), welche den Fleischtransport der DDR nach Italien abwickelte. Corghi war aktives Mitglied der Kommunistischen Partei Italiens.
Am Morgen des 5. August 1976 hatte er den Grenzübergang Rudolphstein/Hirschberg an der Bundesautobahn 9 mit seinem Kühllastzug in Richtung Bundesrepublik Deutschland überquert. Er begab sich zu Fuß über die Grenze zurück, angeblich um Papiere zu holen, die er bei der DDR-Abfertigung vergessen hatte. Das Überqueren der Grenze zu Fuß war jedoch nicht erlaubt. Als ein DDR-Grenzposten Corghi aufforderte, stehenzubleiben und die Hände zu heben, drehte er sich um und lief zurück, woraufhin er erschossen wurde.
Am 7. August 1976 wurde der Geschäftsträger der DDR in Rom vom italienischen Außenministerium einbestellt und die Aufklärung des Sachverhalts und Schadensersatz für die Familie verlangt. Der DDR-Botschafter Klaus Gysi verhandelte über die Entschädigungszahlung, die von Erich Honecker auf 80.000 DM (Valutamark) festgesetzt wurde. Außerdem erhielt Botschafter Klaus Gysi vom DDR-Außenminister Oskar Fischer den Hinweis, „falls die Familie Corghi den Wunsch hat, dass die Kinder in der DDR ausgebildet werden oder eine Unterstützung für die Ausbildung wünscht, sollte dem entsprochen werden“. Die Familie kam später auf das Angebot zurück, Benito Corghis Sohn Allessandro absolvierte in den 1980er Jahren ein Studium an der Filmuniversität Babelsberg Konrad Wolf in Potsdam-Babelsberg.
Der Todesschütze S. und sein unmittelbarer Vorgesetzter, der die Schüsse befohlen hatte, erhielten Medaillen für vorbildlichen Grenzdienst und Prämien von je 250 Mark. Fünf Jahre nach der politischen Wende wurden beide vom Landgericht Gera freigesprochen.